# Brezovica Žumberačka
Brezovica Žumberačka – wieś w Chorwacji, w żupanii karlowackiej, w mieście Ozalj. W 2011 roku liczyła 19 mieszkańców. Wieś jest eksklawą chorwacką otoczoną terytorium Słowenii.